# ورد بوروچوسکی
ورد بوروچوسکی (به انگلیسی: Vered Borochovski) (زادهٔ ۲۷ اوت ۱۹۸۴) شناگر اهل اسرائیل است.